# Michel Bonnevie
Michel Bonnevie, (Chaville, 19 de novembro de 1921 – 10 de setembro de 2018) foi um basquetebolista francês que integrou a seleção francesa que conquistou a medalha de prata disputada nos XIV Jogos Olímpicos de Verão realizados em Londres no ano de 1948. Faleceu aos 96 anos de idade.